# Chutes réversibles
Les Chutes réversibles, en anglais Reversing Falls, sont une série de rapides situés sur le fleuve Saint-Jean, près de  Saint-Jean (Nouveau-Brunswick) au Canada, là où le fleuve se jette dans la baie de Fundy à travers une gorge étroite dans le centre de la ville. Une série de corniches sous l'eau au point le plus étroit de cette gorge crée des rapides. 

## Phénomène hydraulique
À cet endroit, un phénomène rare se produit quand les marées extrêmement hautes de la baie, d’une amplitude de 8,5 mètres, changent la direction de l'écoulement du fleuve sur quelques kilomètres dans un cycle de 12,5 heures. Au plus fort de la marée, qu'elle soit montante ou descendante, la chute d'eau mesure alors 4,4 mètres. Cette configuration fait de la cascade une chute d'eau côtière à marée descendante et un courant de marée à marée montante.
Malgré la profondeur de l'eau, les rapides sont un danger considérable pour les navires, en conséquence de quoi ils doivent attendre l'étale pour franchir la gorge.

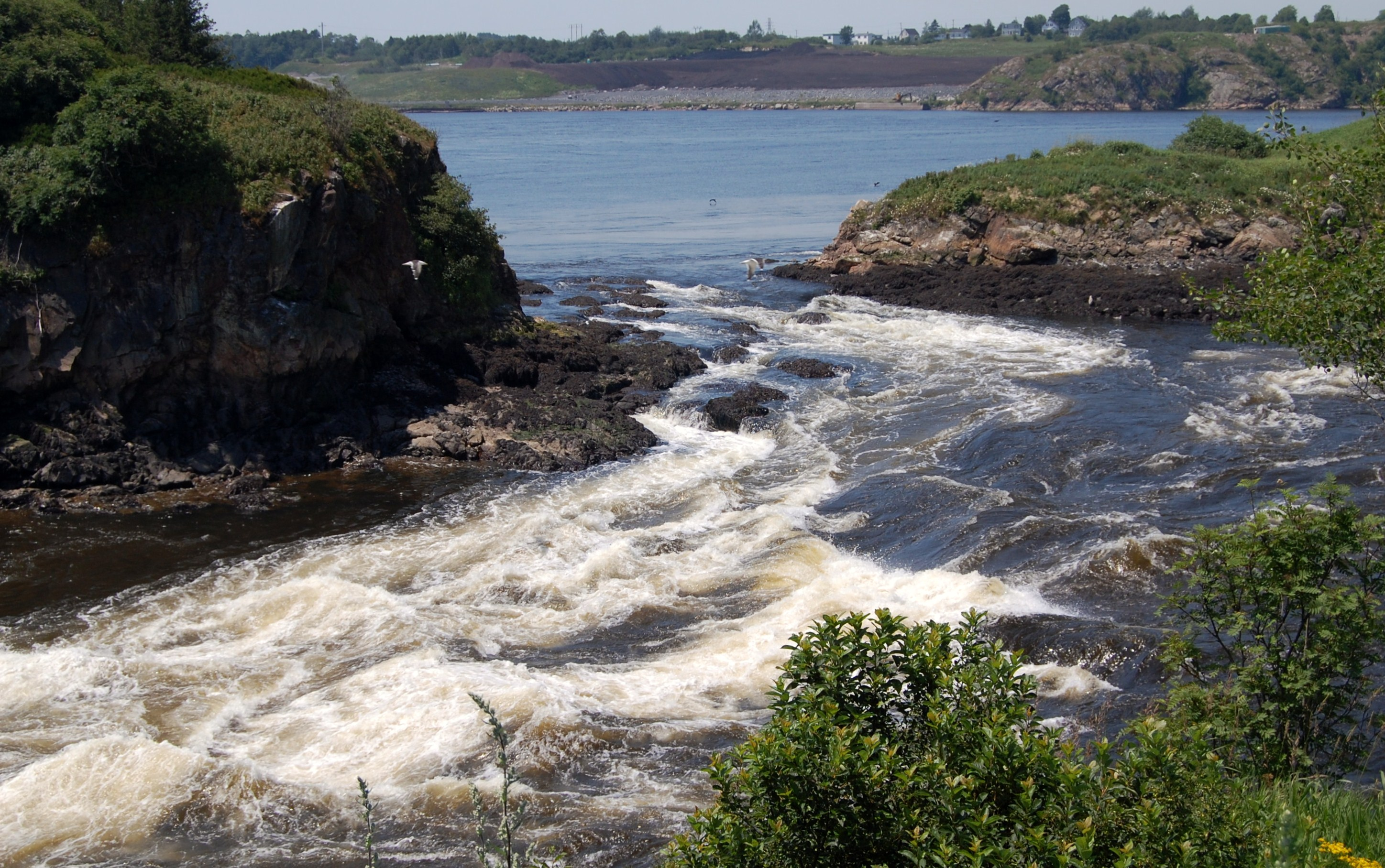
Chutes à marée basse.

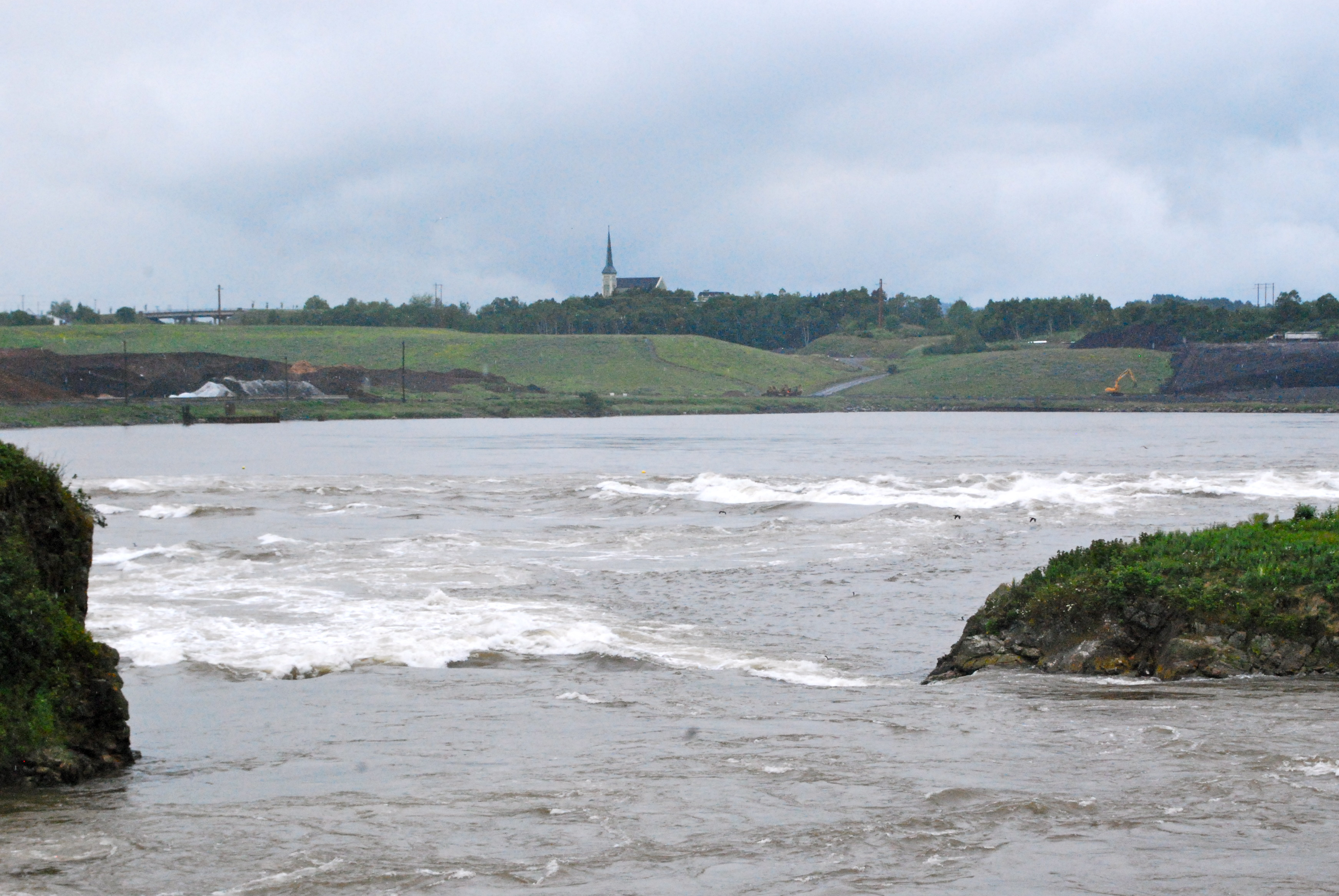
Chutes à marée haute.